# Saint-Quentin-sur-le-Homme
Saint-Quentin-sur-le-Homme ist eine französische Gemeinde mit 1.340 Einwohnern (Stand 1. Januar 2022) im Département Manche in der Region Normandie. Sie gehört zum Arrondissement Avranches und zum Kanton Pontorson.

## Geographie
Die Gemeinde liegt rund fünf Kilometer südöstlich von Avranches und grenzt im Südwesten des Gemeindegebietes an die Bucht von Mont-Saint-Michel. Nachbargemeinden von Saint-Quentin-sur-le-Homme sind Saint-Loup im Norden, Saint-Ovin und Marcilly im Nordosten, Ducey-Les Chéris im Südosten, Poilley, Pontaubault im Südwesten, Le Val-Saint-Père im Westen sowie Saint-Martin-des-Champs im Nordwesten.
An der südlichen Gemeindegrenze verläuft der Fluss Sélune, der in einem Ästuar in die Bucht von Mont-Saint-Michel mündet. Entwässert wird das Gemeindegebiet vom Ruisseau de Guyot, der in die Sélune mündet und vom Ruisseau du Moulinet (auch: Ruisseau de Lait Bouilli), der weiter nördlich direkt in die Bucht mündet.

### Verkehrsanbindung
Duras liegt abseits überregionaler Verkehrsverbindungen. Im Westen wird das Gemeindegebiet von der Autobahn A84 durchquert.

## Bevölkerungsentwicklung
| Jahr      | 1968 | 1975 | 1982 | 1990 | 1999 | 2009 | 2018 |
| Einwohner | 807  | 830  | 1004 | 1007 | 1090 | 1247 | 1320 |

## Sehenswürdigkeiten
- Die Kirche Saint-Quentin aus dem 12. Jahrhundert enthält mehrere Objekte, die als Kulturgut registriert sind[1].

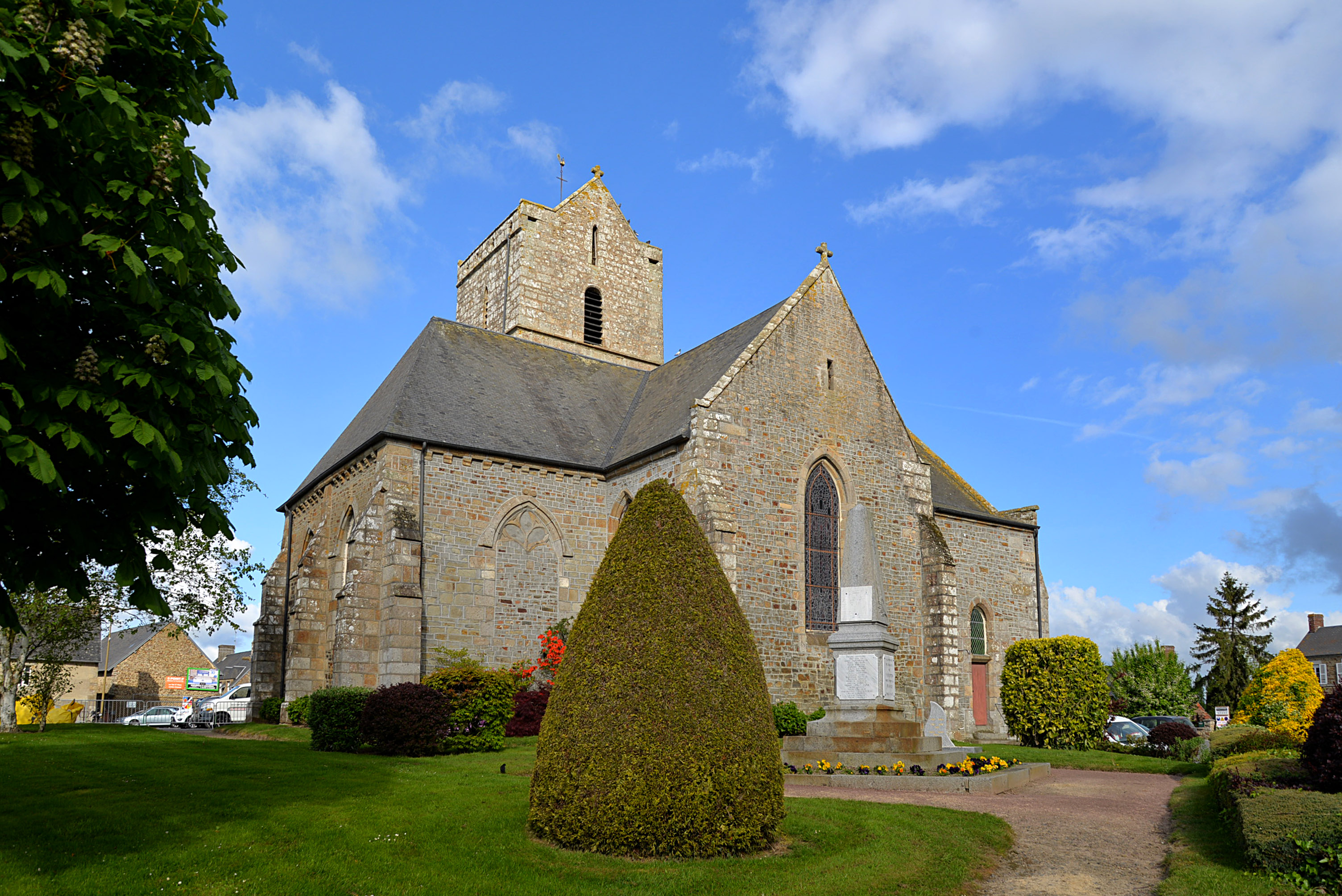
Kirche Saint-Quentin